# Descendents
Descendents est un groupe de punk rock américain, originaire de Hermosa Beach, dans la banlieue de Los Angeles.

## Biographie

### Débuts (1978–1984)
Les débuts des Descendents se font en 1977, quand Frank Navetta et David Nolte (The Last) commencent à jouer ensemble. En 1978, Bill Stevenson, un ancien camarade de classe de David Nolte, rejoint le groupe à la batterie ; les membres du groupe rencontrent alors le bassiste Tony Lombardo, qui rejoindra le groupe. David Nolte quitte le groupe, pour se consacrer à The Last.
Au début, la formation est donc constituée de Frank Navetta à la guitare, Tony Lombardo à la basse et de Bill Stevenson à la batterie, Lombardo et Navetta se partageant la tâche du chant. Le groupe sort le single Ride the Wild en 1979. Au fil des concerts, les membres du groupe font la rencontre de Milo Aukerman, qui deviendra rapidement leur plus grand fan. L'intimité entre le groupe et Aukerman grandit, il commence à être invité aux auditions ; et c'est naturellement qu'il devient le chanteur du groupe en 1981. Le premier disque issu de cette nouvelle formation sera un EP intitulé Fat EP, qui réunit à la fois les morceaux du single Ride the Wild, et de nouveaux morceaux chantés par Aukerman.
Milo Goes to College, leur premier album, est enregistré et paraît en 1982.

### Deuxième période (1985–1995)
En 1985, Stevenson quitte Black Flag et lui, Aukerman, Cooper, et Lombardo décident de reformer Descendents pour I Don't Want to Grow Up, enregistré en avril aux Music Lab Studios d'Hollywood, Los Angeles, en Californie avec le producteur et ingénieur-son David Tarling, et publié par New Alliance Records,. Après trois tournées en soutien à I Don't Want to Grow Up, le groupe enregistre Enjoy! en mars et avril 1986 aux Radio Tokyo Studios de Venice, en Californie,. Le batteur Bill Stevenson sera à la production de l'album, aux côtés des ingénieurs-sons Richard Andrews et Ethan James,. La couverture de Enjoy! est dessinée par le guitariste Ray Cooper sous le pseudonyme de Scoob Droolins,,. Le groupe joue en soutien à Enjoy! avec une tournée en été 1986,. Après cette tournée, Carrion et Cooper quittent le groupe et sont remplacés par Karl Alvarez et Stephen Egerton, respectivement du groupe local de l'Utah, Massacre Guys. En 1987, New Alliance est racheté par le label SST Recordsqui rééditera Enjoy! sur cassette audio et compact disc. Ces deux rééditions comprennent les chansons Orgofart et Orgo 51.
En 1987, le chanteur Milo Aukerman prend une pause pour poursuivre sa carrière dans la biochimie. Les membres restants lancèrent un nouveau groupe, appelé All, avec Chad Price et Scott Reynolds au chant. Le style d'All est ainsi très proche de celui des Descendents. Même si Aukerman prend parfois des pauses pour rejouer avec les Descendents, les autres membres alternent les concerts entre les deux groupes, voire jouent pour les deux en même temps (comme à l'occasion de l'album live Live Plus One. Le 16 décembre 1987, Pat McCuistion décède pendant une tempête

### Quatrième période (depuis 2004)

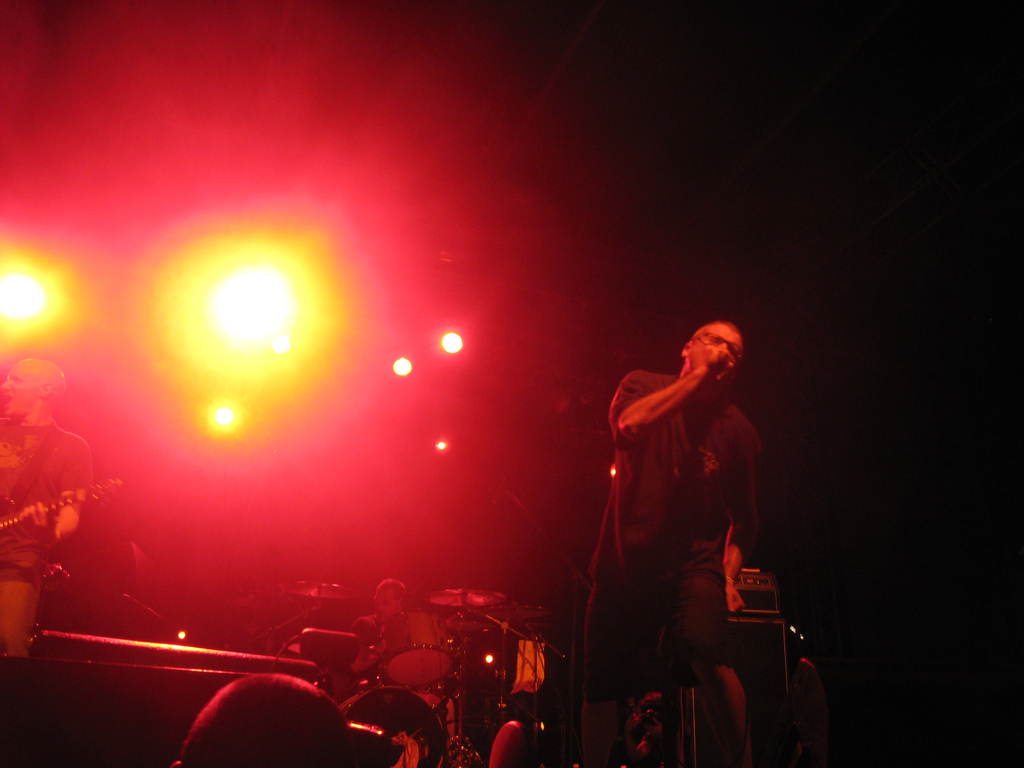
Descendents en 2010.

## Membres

### Membres actuels
- Milo Aukerman - chant (depuis 1981)
- Stephen Egerton - guitare (depuis 1987)
- Karl Alvarez - basse (depuis 1987)
- Bill Stevenson - batterie (depuis 1978)

### Anciens membres
- Dave Nolte - chant
- Frank Navetta - guitare (1979–1984, 1996 ; décédé le 31 octobre 2008)
- Tony Lombardo - basse (1979–1985, 1996)
- Ray Cooper - chant, guitare (1985–1987)
- Doug Carrion - basse (1985–1987)

## Discographie

### Compilations
- 1985 : Bonus Fat (inclut l'EP Fat et l'intégralité de leur premier single)
- 1988 : Two Things at Once (inclut Bonus Fat et Milo Goes to College dans leur intégralité)
- 1991 : Somery

### Apparitions
- 1982 : American Youth Report[12] (avec la chanson I'm Not a Loser)
- 1990 : Duck and Cover
- 1996 : Punk-O-Rama 2 (avec la chanson Coffee Mug)
- 1997 : Godmoney: Motion Picture Soundtrack (avec la chanson Lucky)
- 2004 : Vans Warped Tour 2004 (avec la chanson Merican et Wendy)
- 2002 : Punk-O-Rama Vol. 6 (avec la chanson Original Me)
- 2004 : Left of the Dial: Dispatches from the '80s Underground  (avec la chanson Suburban Home
- 2005 : Rock Against Bush, Vol. 1 (avec la chanson Sad State of Affairs)
- The Blasting Room (avec la chanson Like The Way I Know, piste inédite tirée de la session de 1982 Milo Goes to College)
- Taylor Steele's "The Show" Original Motion Picture Soundtrack (avec la chanson Shattered)
- Short Music for Short People (avec la chanson I Like Food)

### Bootlegs et enregistrements non publiés
- Still Hungry - Enjoy Sessions (avec les chansons Doug Rides a Skateboard, Vinnie et Your Face)
- I Don't Want To Get Bootlegged (avec les chansons Song 1, Song 2, Song 3, Red)

### Album hommage
- 1995 : Homage: Lots of Bands Doing Descendents' Songs